# Cornfield Bomber
Koordinaten: 48° 10′ 40″ N, 110° 6′ 53″ W
Cornfield Bomber (deutsch Maisfeld-Bomber) war der Spitzname eines Abfangjägers vom Typ Convair F-106A Delta Dart, der im 71st Fighter Interceptor Squadron der United States Air Force im Einsatz war. Bekannt wurde das Flugzeug, als es nach dem Notausstieg des Piloten per Schleudersitz fast unbeschädigt auf einem Acker landete. Das Flugzeug ist seit August 1986 im National Museum of the United States Air Force ausgestellt.

## Unfall
Am 2. Februar 1970 war die F-106A mit der USAF-Seriennummer 58-0787 an einer Gefechtsübung mit zwei weiteren F-106 beteiligt. Nach einem Flugmanöver mit hohen g-Kräften verlor der Pilot Gary Foust die Kontrolle über sein Flugzeug. In einer Höhe von 35.000 Fuß (10.668 Meter) geriet die Maschine ins Flachtrudeln. Alle Versuche, das Trudeln zu beenden – darunter das Auslösen des Bremsschirms –, blieben erfolglos. Sein Flügelmann und Fluglehrer Jim Lowe verfolgte das Flugzeug noch bis in eine Höhe von 12.000 Fuß (3658 Meter). Nach Lowes Aufforderung aktivierte Foust schließlich seinen Schleudersitz etwa 8.000 Fuß (2438 Meter) über dem Erdboden. Zuvor stellte er noch die Trimmung auf Starteinstellungen um – ähnlich denen für die Landung. In dieser Konfiguration waren die Gleiteigenschaften gut.
Direkt nach Fousts Notausstieg ging die F-106A in einen Sturzflug über und stabilisierte sich kurz darauf in einer geraden Fluglage. Zu der Stabilisierung gibt es mehrere Erklärungsansätze:
- Der raketengetriebene Schleudersitz übt beim Ausstieg eine starke Kraft nach unten auf die Nase des Flugzeugs aus. Dadurch verringert sich der Anstellwinkel, was das Ausleiten des Trudelns vereinfacht.[4]
- Die Entfernung von Pilot und Schleudersitz reduziert das Trägheitsmoment in der Gier- und Nickachse und verringert den Drehimpuls des Flugzeugs.[4]
- Die plötzliche Entfernung des Cockpitdachs ändert die aerodynamischen Eigenschaften und kann die Autorotationskräfte des vorderen Rumpfteils dämpfen.[4]

Gary Foust landete sicher an seinem Fallschirm und wurde später von Einheimischen auf Schneemobilen aus einer bergigen Gegend gerettet. Als seine Maschine sich nach mehreren Meilen Flug dem Boden näherte, landete sie trotz eingefahrenen Fahrwerks fast  unbeschadet auf einem gefrorenen Acker nahe der Ortschaft Big Sandy, Montana. Die F-106A rutschte mehrere Hundert Meter auf dem schneebedeckten Weizenfeld, streifte einen Steinhaufen und kam schließlich etwa 400 Yard (366 Meter) von einer Straße entfernt zum Stillstand. Das Triebwerk lief noch, als ein örtlicher Polizeibeamter bei der Malmstrom Air Force Base anrief und um Hilfe bat, das Flugzeug stillzulegen. Dort empfahl man ihm abzuwarten, bis dem Flugzeug eine Stunde und 45 Minuten später der Treibstoff ausging.

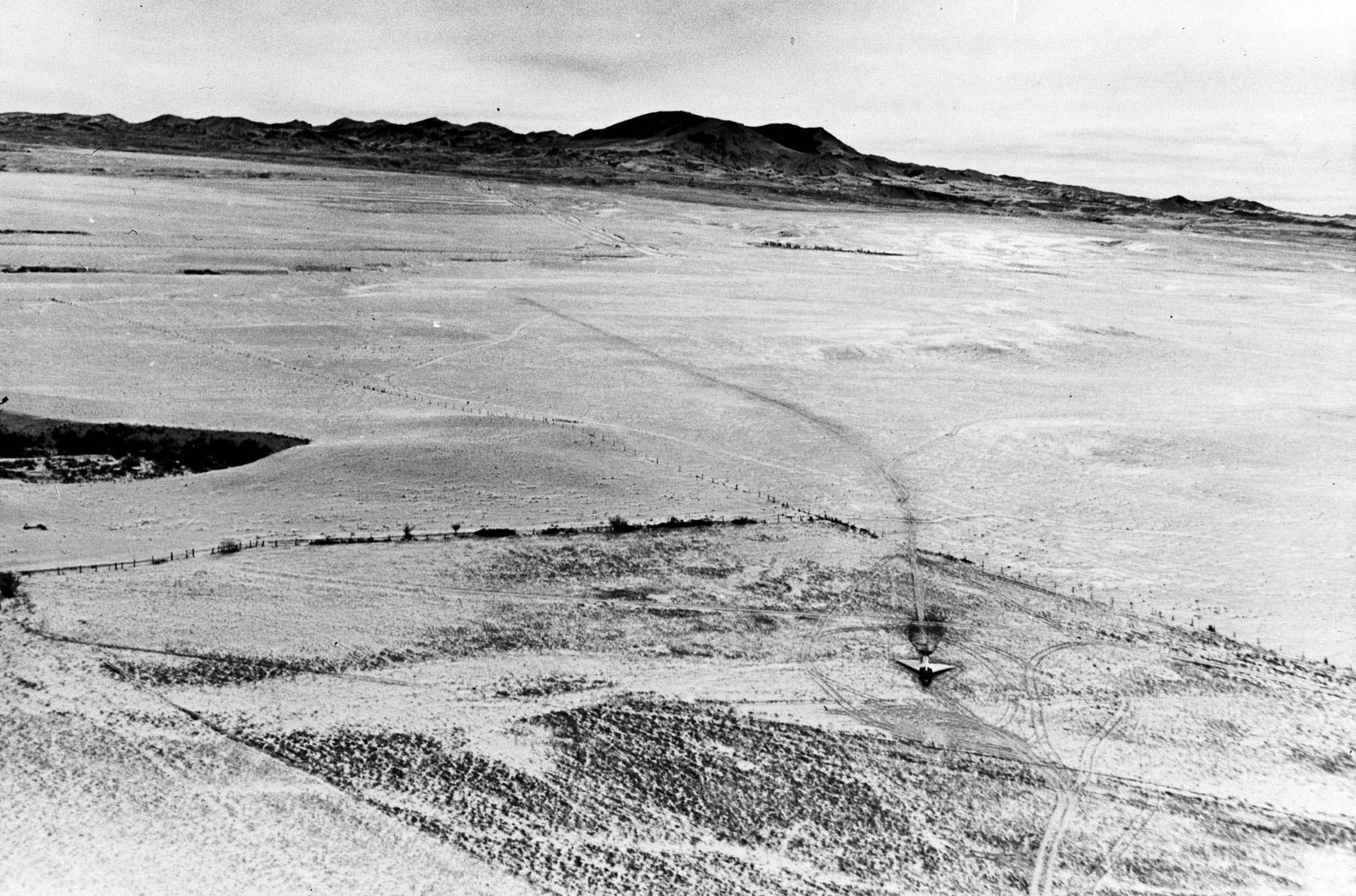
Luftbild des gelandeten Flugzeugs
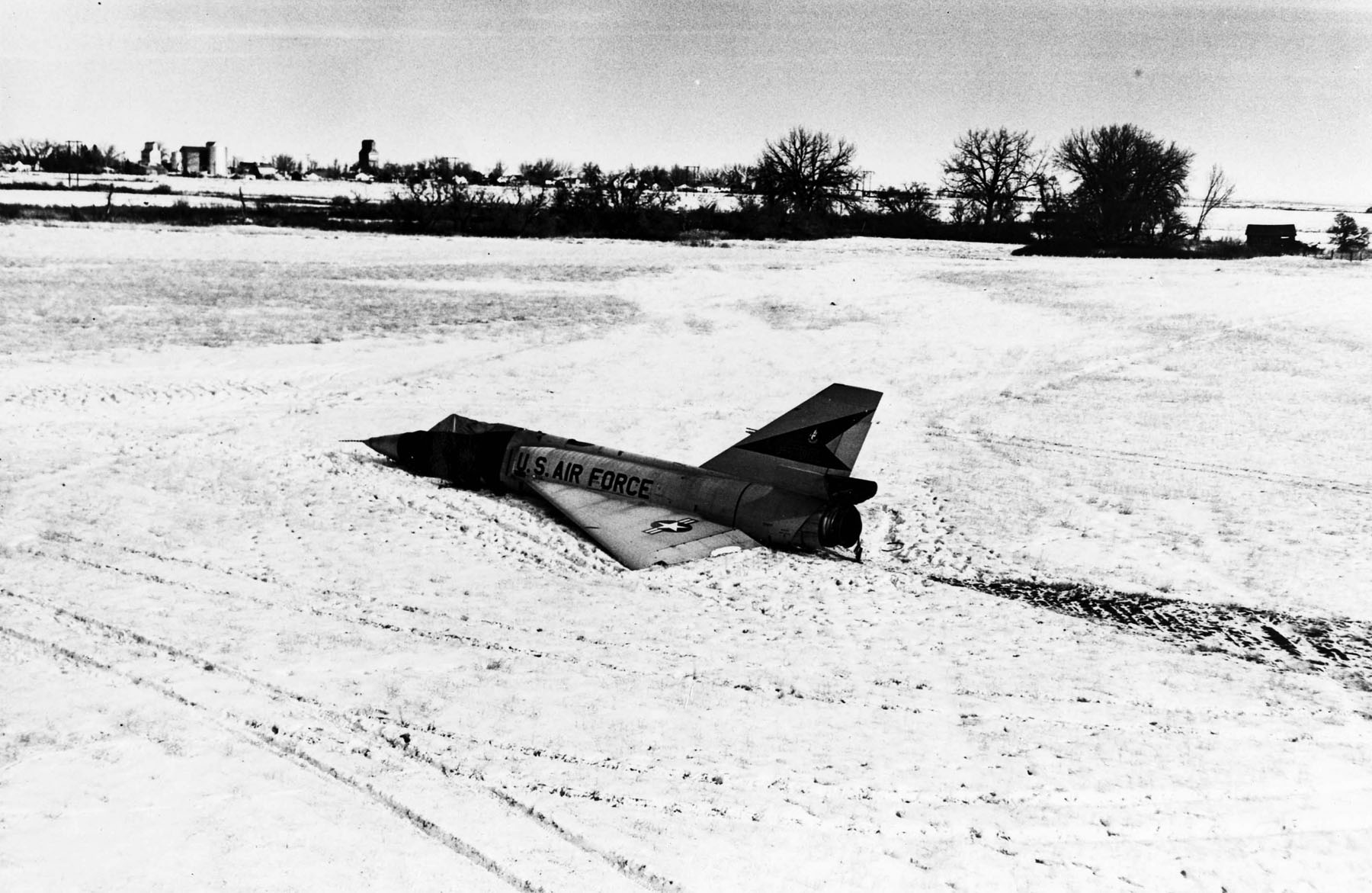
Nach der Landung
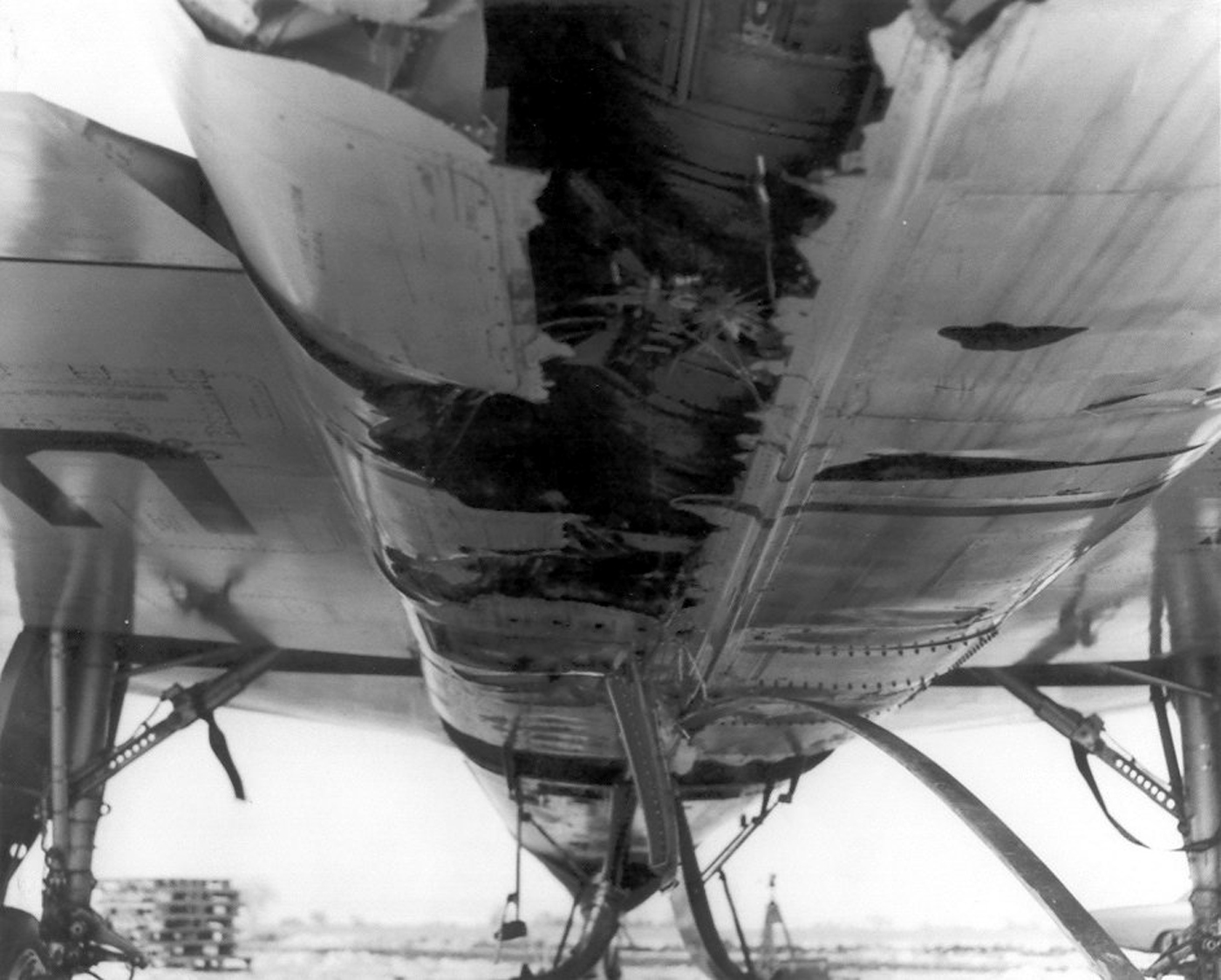
Unterseite des Rumpfs
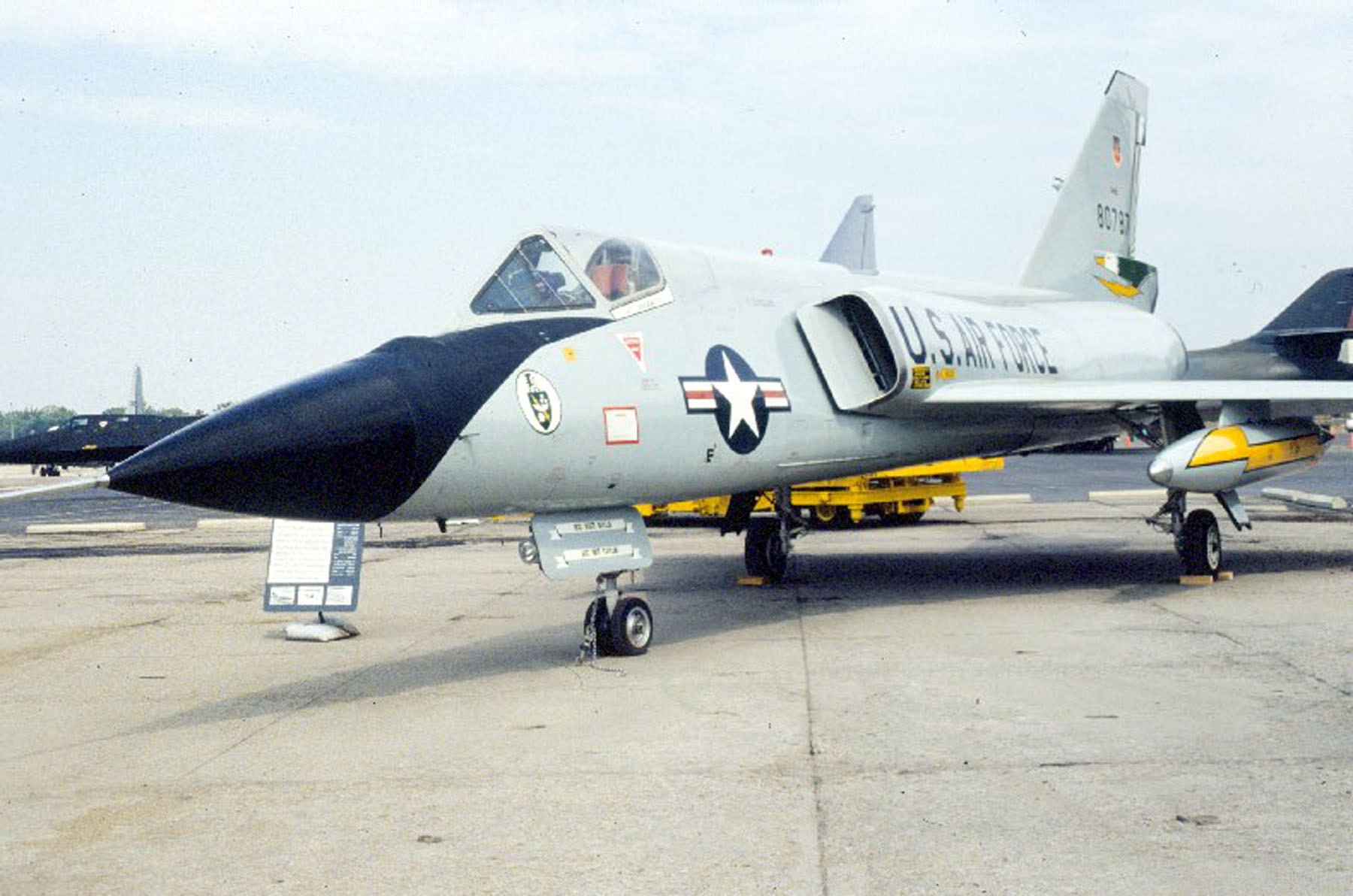
Convair F-106A Delta Dart 58-0787 im Museum

## Nach dem Unfall
Bei der Landung wurde die Unterseite des Flugzeugs auf mehreren Metern Länge aufgerissen. Die Flügel blieben jedoch unbeschädigt, sogar das Radargerät war noch aktiv. Ein Team des Sacramento Air Logistics Centers zerlegte anschließend das Flugzeug teilweise und transportierte es mit Lastkraftwagen zur nächstgelegenen Eisenbahnstrecke. Von dort wurde es mit einem Güterzug nach Kalifornien gebracht und repariert. Anschließend kam das Flugzeug im 49th Fighter Interceptor Squadron zum Einsatz, der letzten Einheit der Air Force, die noch die F-106 einsetzte. Nach mehreren Jahren im aktiven Einsatz wurde der Cornfield Bomber 1986 an das National Museum of the United States Air Force in Dayton, Ohio, übergeben, in dem er bis heute ausgestellt ist.

## Trivia
Der nach dem Unfall vergebene Spitzname „Cornfield Bomber“ ist eigentlich nicht korrekt: Das Flugzeug ist ein Jagdflugzeug (englisch Fighter aircraft), kein Bomber, und landete nicht in einem Maisfeld, sondern in einem Weizenfeld. Laut Gary Foust sei der Name „Wheatfield fighter“ angemessener, wenn auch „Cornfield Bomber“ eingängiger sei.
Lowe soll nach dem Notausstieg Foust über Funk angeblich dazu aufgefordert haben, wieder in sein Flugzeug zu steigen:

“Gary, you better get back in it!”

„Gary, steig besser wieder ein!“